# 나가노 타쿠조
나가노 타쿠조(일본어 :長野拓造, ながのたくぞう)는 레벨 파이브소속의 일본인 캐릭터 디자이너이다. 주로 레이튼 교수 시리즈와 요괴 워치를 담당하고 있다.

## 개요
2005년에 레벨 파이브에 입사했다. 손이 가지 않고 간단한 선형으로만 이루어진 캐릭터를 주로 그리고 있다. 대표적인 캐릭터로는 지바냥과 엔도 마모루 등이 있다.

## 주요 작품
- 요괴 워치
- 레이튼 교수 시리즈
- 스낵 월드

## 같이 보기
- 레벨 파이브